# 渡辺蒿蔵

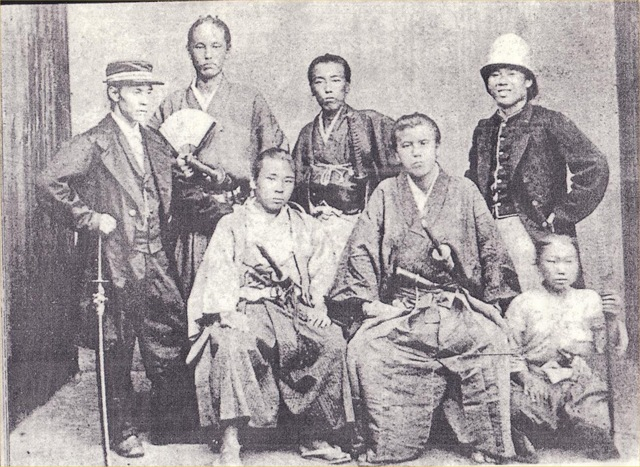
木戸孝允（前列中央）と伊藤博文（後列右端）とともに撮影した写真。木戸の左隣に写っているのが渡辺である。明治3年（1870年）撮影。

渡辺 蒿蔵（わたなべ こうぞう、天保14年4月3日（1843年5月2日） - 昭和14年（1939年）9月7日）は、日本の官僚・造船技術者・実業家。幼名の天野 清三郎（あまの せいざぶろう）としても有名である。

## 生涯
天保14年（1843年）4月3日、長門国萩藩士渡辺家に生まれた。幼くして天野家の養子となり、天野清三郎と名乗った（明治維新後に渡辺家に復籍）。安政4年（1857年）、15歳の時に有吉熊次郎の誘いを受け、吉田松陰の松下村塾に入塾。しかし元来勉強嫌いで、塾内での評判は芳しくなかった。それでも自説を曲げようとしない強気な所もあり、師匠の松陰からは「中々奇物、他人未（いま）だ深くは取らず、僕独りこれを愛す」と評価されていた。松陰の天野への愛しぶりはなかなかの物で、安政6年10月27日に処刑される20日前に高杉晋作に宛てた手紙では「天野の面倒をよく見てやってくれ」と書いた程だった。
松陰刑死後の万延元年（1860年）になると、松島剛蔵の指揮する洋式軍艦丙辰丸の江戸への遠洋航海に参加し初めて船に触れた。その後、松下村塾時代の同期生久坂玄瑞・寺島忠三郎・有吉らの尊皇攘夷運動に加わり、文久3年（1863年）に奇兵隊に入った。しかし、翌元治元年（1864年）禁門の変で長州藩が敗退して久坂らが自刃すると、自身の政治能力の無さを痛感し、西洋兵学の修得に励むようになった。その過程で船大工になろうと決心し、慶応3年（1867年）12月、やはり松下村塾時代の同期生の飯田俊徳と共に、藩命で長崎・アメリカへ留学した。飯田はその後オランダに行ったが、渡辺はイギリスへ行き、ロンドン大学で造船学・数学・物理学の勉強をする傍ら、グラスゴーで造船技術を修得した。
維新後の明治6年（1873年）に帰国。工部省に入省し、省の意向で官営長崎造船局（現在の三菱重工業長崎造船所）初代所長に就任した。長崎造船局時代はイギリスで培った造船技術を活かし、明治12年（1879年）には「東洋一のドック」と謳われた立神第一ドックの完成にこぎ着けた。その後、逓信省へ移り、造船技術者として活躍。明治24年（1891年）に49歳で逓信省を退職後は、日本郵船の社長にもなった（渡辺家に復籍したのもこの頃である）。
日本郵船退職後は、帰郷して松下村塾（明治25年〈1892年閉塾〉）の保存運動に長く携わった。保存運動時のエピソードとして、松陰の「写真」なるものが存在すると言われていたが、渡辺は「そもそもこの「写真」は「松陰を描いた絵画を撮影したもの」 の一つであり、松陰の物ではない」と否定した話が伝わっている。また松下村塾のみならず、長州藩関係の資料も残そうと尽力した。長州五傑（長州ファイブ）の写真が現存しているのは、渡辺が写真を革張りのアルバムの中に大切に収めていたからである。地元の郷土史研究家・金子久一は晩年の渡辺にインタビューを行い、著書『松陰門下の最後の生存者渡辺翁を語る』（昭和15年〈1940年〉刊行）を記した。
昭和14年（1939年）9月7日、97歳（満96歳）の大往生を遂げた。吉田松陰から直接教わった松下村塾塾生としては最後の生き残りであり、また、吉田松陰から直接教わった松下村塾塾生としても、唯一昭和時代まで生きた人物でもある。
日本史学者で明治大学・國學院大學の教授を務めた、渡辺世祐は養子に当たる。

## 栄典
- 1890年（明治23年）10月8日 - 従五位[8]